# Зубовська сільська рада (Уфимський район)
Зу́бовська сільська рада (рос. Зубовский сельский совет) — муніципальне утворення у складі Уфимського району Башкортостану, Росія. Адміністративний центр — село Зубово.
2004 року зі складу Кіровського району Уфи до складу сільради була передана територія площею 3 км², а зі складу сільради була виділена і передана до складу Часниковської сільради територія площею 0,5 км².

## Населення
Населення — 8987 осіб (2019, 4988 в 2010, 3733 в 2002).

## Склад
До складу поселення входять такі населені пункти:
| Населений пункт     | Населення, осіб (2002) | Населення, осіб (2010) |
| ------------------- | ---------------------- | ---------------------- |
| Березовка, присілок | 137                    | 115                    |
| Зубово, село        | 1374                   | 2042                   |
| Леб'яжий, село      | 146                    | 290                    |
| Нижегородка, село   | 2075                   | 2541                   |